# All Stretton
All Stretton is een civil parish in het bestuurlijke gebied Shropshire, in het Engelse graafschap Shropshire.